# Marck
« Marck » redirige ici. Pour les autres significations, voir Marck (homonymie).
Marck est une commune française située dans le département du Pas-de-Calais, en région Hauts-de-France. Ses habitants sont appelés les Marckois. La commune est membre de la communauté d'agglomération Grand Calais Terres et Mers.
La commune de Marck (nom officiel depuis 1801), est une commune littorale avec de grands espaces dunaires située dans le nord-est du département du Pas-de-Calais et limitrophe, à l'ouest, de la commune de Calais. Elle marque la séparation entre la Manche et la Mer du Nord (au niveau du phare de Walde). C’est une commune de type ceinture urbaine, appartenant à l’unité urbaine de Calais, avec une population qui est passée de 3 184 habitants en 1946 à 10 468 habitants au dernier recensement de 2022. La commune s’inscrit dans les « paysages des dunes de la mer du Nord » tels qu’ils sont définis dans l’atlas de paysages du Nord-Pas-de-Calais.
Le territoire communal comprend trois espaces protégés et gérés et deux ZNIEFF dont le platier d’Oye et la plage du Fort Vert. Il est traversé par la piste cyclable « La Vélomaritime », partie côtière française de la « Véloroute de l’Europe - EuroVelo 4 » et par le sentier de grande randonnée GR 120 ou GR littoral (partie du sentier européen E9.
La commune compte deux monuments présents à l'inventaire des monuments historiques : l'église Saint-Martin (inscrite) et le phare de Walde (classé). La commune a servi de cadre pour la réalisation du film L'Amour ouf réalisé par Gilles Lellouche.

## Géographie

### Localisation
Localisée dans le nord-est du département du Pas-de-Calais, Marck est limitrophe, à l'ouest, de Calais (chef-lieu d'arrondissement). Elle est située, à vol d'oiseau, à 31 km à l'ouest de Dunkerque, 85 km au nord-ouest de Lille et environ 235 km au nord de Paris. Sur sa plage se trouve le phare de Walde, qui marque l'endroit séparant la mer du Nord de la Manche.
Le territoire de la commune est limitrophe de ceux de six communes, de la Manche et de la Mer du Nord.
Les communes limitrophes sont Les Attaques, Calais, Coulogne, Guemps, Offekerque et Oye-Plage.

### Géologie et relief
La superficie de la commune est de 31,55 km2 ; son altitude varie de 0  à   14 m.
Marck repose sur des sédiments holocènes (c'est-à-dire datant des 10 000 dernières années) dont l'important banc des Pierrettes. Il s'agit d'un cordon littoral composé de banc de sables, graviers et galets qui émerge de Sangatte à Marck de quelques mètres au-dessus de la plaine environnante en s'élargissant vers l'est.
À Marck, à l'extrémité est du banc des Pierrettes, les affleurements sont sableux avec quelques lits de galets en profondeur (accumulation littorale qui s'est terminée au Subboréal soit vers 1500-1000 avant J.-C.).
L'axe Sangatte-Marck constituait le front littoral ancien. Le front littoral actuel est l'aboutissement de la dynamique d'érosion et de sédimentation qui s'est terminée vers 400 avant J.-C. Elle a été suivie de dépôt de sables éoliens dunaires (IVe siècle av. J.-C.-IIe siècle).
Toutefois la morphologie de la plaine côtière continuera de se modifier jusqu'au IXe siècle sous l'influence des entrées marines (transgression marine Dunkerque II) contrariées au niveau de Marck par l'axe dunaire des Pierrettes qui reste émergé.
Au nord de ce cordon (entre l'actuel canal de Marck et le rivage), des dunes vont se former tout au long du Moyen Âge avec des épisodes de submersion (on y trouve des alluvions marines argileuses). Au sud, des terres humides voire marécageuses rendent l'occupation humaine difficile. À l'est le vaste golfe correspondant à l'estuaire de l'Aa, va progressivement se combler par le jeu de facteurs naturels (alluvions fluviatiles et marines argileuses) et par l'action de l'homme. L'Aa s'écoule alors par une multitude de bras. L’un d'eux va percer le cordon dunaire à l’ouest de Calais et rejoindre la mer. Les plus importants seront canalisés au fil des siècles (canal de Calais, d'Audruicq, d'Ardres, de Guines). La région est alors un vaste marécage.

#### Géomorphologie
Les plages de Marck, au Fort-Vert et aux Hemmes de Marck, présentent des caractéristiques originales bien documentées.
En effet, depuis le Moyen Âge, les terres ont gagné deux kilomètres sur la mer. Les photos aériennes des années 1950 montrent même un gain de 3 à 4 m par an jusqu'à aujourd'hui.
L’accrétion est donc ancienne mais pas linéaire. L’histoire garde la mémoire de fréquentes et catastrophiques inondations marines de la plaine en arrière du cordon dunaire jusqu’au XVIe siècle.
Les travaux d’endiguement (digue royale en 1620, digue taaf en 1773) ont mis fin à ces inondations et l’accrétion s’est poursuivie (700 m à 1 km depuis la construction des digues).
Comment expliquer ce phénomène alors que les autres plages de la Côte d’Opale subissent plutôt des phénomènes d’érosion ?
Les courants marins d’ouest de sortie du Pas-de-Calais jouent un rôle majeur avec la formation de bancs de sable de pleine mer (ridens de Calais, ridens de la rade) constituant un stock important de sable pour l’accrétion à venir.
L’estran est très peu incliné avec moins de 0,4 % sur 1 500 m de plage. Le bas de plage est plus incliné avec une pente de 1 à 1,5% et avec un marnage compris entre 3,8 et 6,2 m pour des coefficients de marée moyens de 45 à 95. On qualifie la plage de macrotidale, c'est-à-dire que l'estran subit des amplitudes de marée importantes (plus de 4 à 5 mètres).
La pente et le marnage permettent la création d’un système de barres et de bâches peu profondes (1 m). Le courant, les marées engendrent une migration des barres vers le haut de la plage.
À ce stade, le vent va permettre l’accumulation vers le haut de la plage de sable qui va être piégé par une armature dense de rhizomes et de tiges aériennes d’Elymus farctus (chiendent des sables ou chiendent piquant, espèce particulièrement colonisatrice). Cette accumulation par déflation éolienne est d'autant plus importante que la plage est ventée et que les vents dominants sont orientés nord-ouest et épisodiquement nord-est.
Ces dunes embryonnaires sont submergées à l’occasion des grandes marées mais le solde demeure positif avec un engraissement de ces dunes générant une élévation progressive. Avec le temps elles forment un réseau de dunes parallèles et sont colonisées par les oyats (Ammophilia arenaria).

### Hydrographie
Le territoire de la commune est situé dans le bassin Artois-Picardie.
La plaine maritime dont fait partie Marck est en fait un polder. De ce fait, de nombreux canaux, watergangs, ou wateringues, parcourent la commune et en assurent le drainage,. Le réseau est géré par l'Institution intercommunale des wateringues et Marck fait partie de la troisième section.
Le canal de Marck est le principal de ces canaux, d'une longueur de 17,53 km, il prend sa source dans la commune d'Ardres et se jette dans le canal de Calais à Saint-Omer au niveau de la commune de Calais.
Le polder est très plat et son altitude générale ne permet l’écoulement des eaux douces à la mer que pendant la marée basse, quand le niveau de la mer est inférieur au niveau d’eau dans les canaux. On appelle cet écoulement l’évacuation gravitaire.
À marée haute, il faut empêcher la mer d’envahir les terres. Les portes à la mer sont fermées. Les eaux douces arrivant de l’amont ainsi que les eaux pluviales sont stockées dans le réseau de canaux.
À marée basse, les portes à la mer sont ouvertes pour évacuer les eaux qui se sont accumulées dans les canaux.
Lorsqu’à marée haute, les pluies engendrent un apport d’eau ne pouvant pas être stocké dans les canaux sans provoquer de débordements et donc d’inondations, des stations de pompage de grande capacité permettent d’évacuer artificiellement les eaux excédentaires à la mer.
Concernant le canal de Marck, une station de pompage d’une capacité de 3,3 m3/s permet l’évacuation de l’eau collectée au niveau du port de Calais (exutoire dans le nouveau bassin de l’est).
Il est aussi équipé d’un clapet qui permet la régulation et de faire face soit au manque d’eau, soit aux excès d’eau. Il est manœuvré au rythme des marées et des saisons.
Deux modes de gestion des niveaux d’eau sont appliqués sur un polder :
- d’octobre à mars : les niveaux d’eau sont abaissés afin de disposer d’un volume de stockage maximum en cas d’événement pluvieux. Les vannes sont entièrement ouvertes. Le pompage peut être activé pour relever l’eau des terrains les plus bas vers les canaux et pour ensuite la rejeter à la mer si les canaux sont susceptibles de déborder ;
- d’avril à septembre (étiage) : la pluviométrie est généralement plus faible. Les ouvertures des portes à la mer sont limitées à marée basse afin de ne pas gaspiller l’eau douce. Les pompes ne sont pas mobilisées, certaines vannes (ou clapets) sont abaissées pour retenir l’eau, d’autres sont ouvertes pour alimenter les watergangs par des prises d’eau sur les canaux. Les watergangs sont maintenus à un niveau relativement haut pour empêcher les remontées d’eau salée, éviter le tassement des tourbes, permettre l’irrigation des parcelles et préserver la biodiversité des watergangs et des zones humides.

Ainsi le canal de Marck collecte les eaux du watergang du nord et du bandyck. Il est en connexion avec la rivière d’Oye et se poursuit en direction des Attaques en prenant le nom de canal du Houlet. Il permet l’assainissement de six cents hectares.

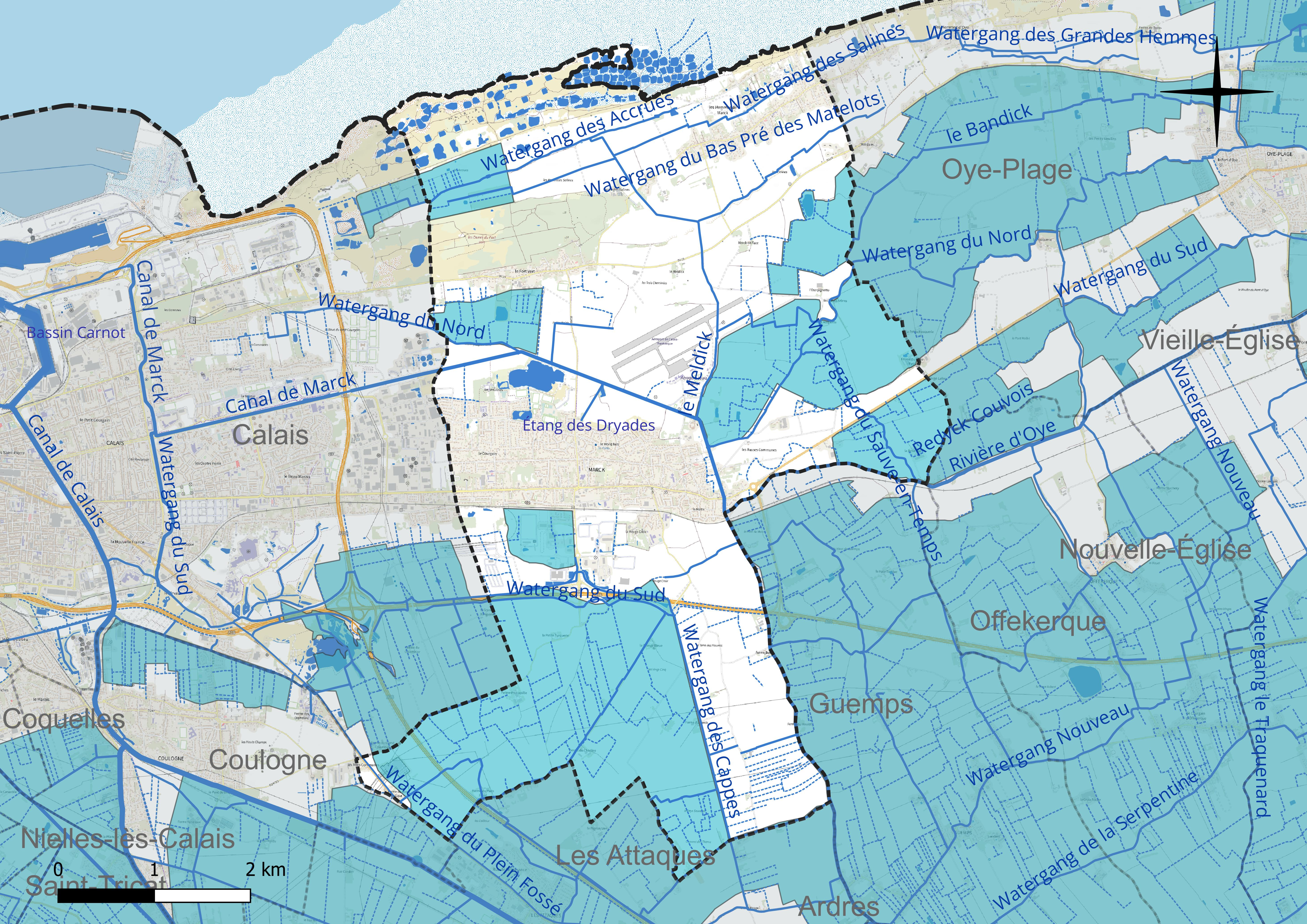
Réseau hydrographique de Marck.

### Climat
Pour des articles plus généraux, voir Climat des Hauts-de-France et Climat du Pas-de-Calais.
En 2010, le climat de la commune est de type climat océanique altéré, selon une étude du CNRS s'appuyant sur une série de données couvrant la période 1971-2000. En 2020, Météo-France publie une typologie des climats de la France métropolitaine dans laquelle la commune est exposée à un climat océanique et est dans la région climatique Côtes de la Manche orientale, caractérisée par un faible ensoleillement (1 550 h/an) ; forte humidité de l’air (plus de 20 h/jour avec humidité relative > 80 % en hiver), vents forts fréquents.
Pour la période 1971-2000, la température annuelle moyenne est de 10,8 °C, avec une amplitude thermique annuelle de 13,1 °C. Le cumul annuel moyen de précipitations est de 716 mm, avec 12,1 jours de précipitations en janvier et 7,8 jours en juillet. Pour la période 1991-2020, la température moyenne annuelle observée sur la station météorologique installée sur la commune est de 11,0 °C et le cumul annuel moyen de précipitations est de 737,1 mm,. Pour l'avenir, les paramètres climatiques de la commune estimés pour 2050 selon différents scénarios d'émission de gaz à effet de serre sont consultables sur un site dédié publié par Météo-France en novembre 2022.
| Mois                                  | jan.          | fév.           | mars          | avril         | mai           | juin           | jui.           | août           | sep.           | oct.            | nov.            | déc.             | année     |
| ------------------------------------- | ------------- | -------------- | ------------- | ------------- | ------------- | -------------- | -------------- | -------------- | -------------- | --------------- | --------------- | ---------------- | --------- |
| Température minimale moyenne (°C)     | 2,7           | 2,7            | 3,9           | 5,5           | 8,5           | 11,3           | 13,5           | 13,6           | 11,4           | 8,8             | 5,7             | 3,3              | 7,6       |
| Température moyenne (°C)              | 5,1           | 5,5            | 7,2           | 9,6           | 12,5          | 15,3           | 17,6           | 17,9           | 15,4           | 12,2            | 8,4             | 5,7              | 11        |
| Température maximale moyenne (°C)     | 7,6           | 8,2            | 10,5          | 13,6          | 16,6          | 19,4           | 21,8           | 22,2           | 19,5           | 15,6            | 11,1            | 8,1              | 14,5      |
| Record de froid (°C) date du record   | −14 08.01.10  | −11,3 11.02.12 | −5,9 01.03.18 | −5 08.04.03   | −0,5 01.05.21 | 3,3 05.06.1991 | 4,9 07.07.1996 | 5,6 29.08.1993 | 0,9 22.09.1997 | −5,7 29.10.1997 | −7,1 24.11.1998 | −13,2 28.12.1996 | −14 2010  |
| Record de chaleur (°C) date du record | 17,3 01.01.22 | 19,6 24.02.21  | 23,6 31.03.21 | 25,5 22.04.11 | 31,1 27.05.05 | 34 21.06.17    | 39,9 19.07.22  | 35,7 06.08.03  | 32,6 10.09.23  | 27,6 02.10.11   | 20,2 07.11.15   | 17 19.12.15      | 39,9 2022 |
| Ensoleillement (h)                    |               |                |               | 2 107         | 2 318         | 2 212          | 2 393          | 2 138          | 1 738          | 1 146           | 758             | 631              |           |
| Précipitations (mm)                   | 59,5          | 47,2           | 40,2          | 37,9          | 49,6          | 51,6           | 54,7           | 67,1           | 62,9           | 91              | 92,4            | 83               | 737,1     |

### Paysages
Pour un article plus général, voir Paysage en France.
La commune s'inscrit dans les « paysages des dunes de la mer du Nord » tels qu’ils sont définis dans l’atlas de paysages de la région Nord-Pas-de-Calais, conçu par la direction régionale de l'Environnement, de l'Aménagement et du Logement (DREAL),.
Ces paysages concernent 23 communes du Nord et du Pas-de-Calais avec trois pôles d’attraction que sont Calais à l'ouest et Dunkerque à l’est et, dans une moindre mesure, Gravelines au centre où se trouve le delta du fleuve côtier l’Aa. On y distingue trois parallèles : la frange côtière avec son cordon dunaire ; l'ancienne route nationale 1 et l'Autoroute A16.
Ces paysages sont composés d’un cordon dunaire de 60 km typique des paysages nordiques et que l’on retrouve aux Pays-Bas et en Belgique. Ce cordon littoral datant du VIIIe siècle s’est constitué durant la dernière transgression marine et joue un rôle de digue en protégeant la plaine maritime de l’invasion de la mer. Sa taille n’excède pas, en largeur, quelques centaines de mètres et, en hauteur, une dizaine de mètres.
Une particularité de ces paysages est la présence de moëre (marais en flamand), point le plus bas du territoire français, avec une altitude de - 4 m. leur assèchement est entrepris dès 1619 par 23 moulins à vent qui vont pomper l’eau et l’acheminer vers la mer par des watringues. Ces polders, terres gagnées sur la mer,  ainsi constitués sont les plus anciens de l’Europe du Nord.
Les cultures ne représentent que 35 % de ces paysages des dunes de la mer du Nord.
Concernant l'activité humaine, à l’ouest de ces paysages se trouve : la région de Calais, avec le tunnel sous la Manche et l'activité portuaire de Calais tournée vers l’Angleterre ; à l’est, la zone urbaine de Dunkerque et ses installations portuaires et, au centre, la zone de Gravelines avec son port de plaisance et sa centrale nucléaire.
Sur le plan de la biodiversité, on y observe de nombreux déplacements d’oiseaux marins, côtiers ou terrestres ainsi que des phoques veau-marin installés sur les bancs de sable.

### Milieux naturels et biodiversité

#### Politique environnementale
Marck a fait l'objet d'une approche environnementale de l'urbanisme (AEU), dans le cadre de la révision du plan local d'urbanisme (PLU).

#### Espaces protégés et gérés
La protection réglementaire est le mode d’intervention le plus fort pour préserver des espaces naturels remarquables et leur biodiversité associée.
Dans ce cadre, on trouve sur le territoire de la commune trois espaces protégés :
- un terrain acquis par le Conservatoire du littoral : le fort Vert, d'une superficie de 342,766 ha[33] ;
- un terrain géré (location, convention de gestion) par le Conservatoire d'espaces naturels des Hauts-de-France : les hemmes de marck, d'une superficie de 146,774 ha[34] ;
- un site protégé par un arrêté préfectoral de protection de biotope : le fort Vert, d'une superficie de 315,863 ha[35].

#### Zones naturelles d'intérêt écologique, faunistique et floristique
L’inventaire des zones naturelles d'intérêt écologique, faunistique et floristique (ZNIEFF) a pour objectif de réaliser une couverture des zones les plus intéressantes sur le plan écologique, essentiellement dans la perspective d’améliorer la connaissance du patrimoine naturel national et de fournir aux différents décideurs un outil d’aide à la prise en compte de l’environnement dans l’aménagement du territoire.
Le territoire communal comprend deux ZNIEFF de type 1 : 
- le platier d’Oye et la plage du Fort Vert, d’une superficie de 3 104 ha et d'une altitude variant de 0  à   18 mètres. ZNIEFF exceptionnel d’intérêt européen, tant pour ses particularités géomorphologiques qu’écologiques, unique en France et particulièrement représentatif de la poldérisation naturelle ancienne et actuelle de la plaine maritime flamande entre Calais et Dunkerque[36].
- la sablière de Marck et le bois des Ursulines, d’une superficie de 33 ha et d'une altitude variant de 2  à   3 mètres[37]. Cette ancienne sablière présente un ensemble de végétations pionnières en voie de structuration abritant déjà un nombre remarquable d'espèces déterminantes de ZNIEFF. Ainsi, l'étang principal accueille la Renoncule de Baudot (Ranunculus baudotii) et un herbier de Callitriche occidental (Callitriche truncata subsp. occidentalis). Le bois des Ursulines accueille une colonie mixte de Hérons cendrés et d'Aigrettes garzettes. Ces dernières se maintiennent autour de 10 – 15 couples chaque année[38].

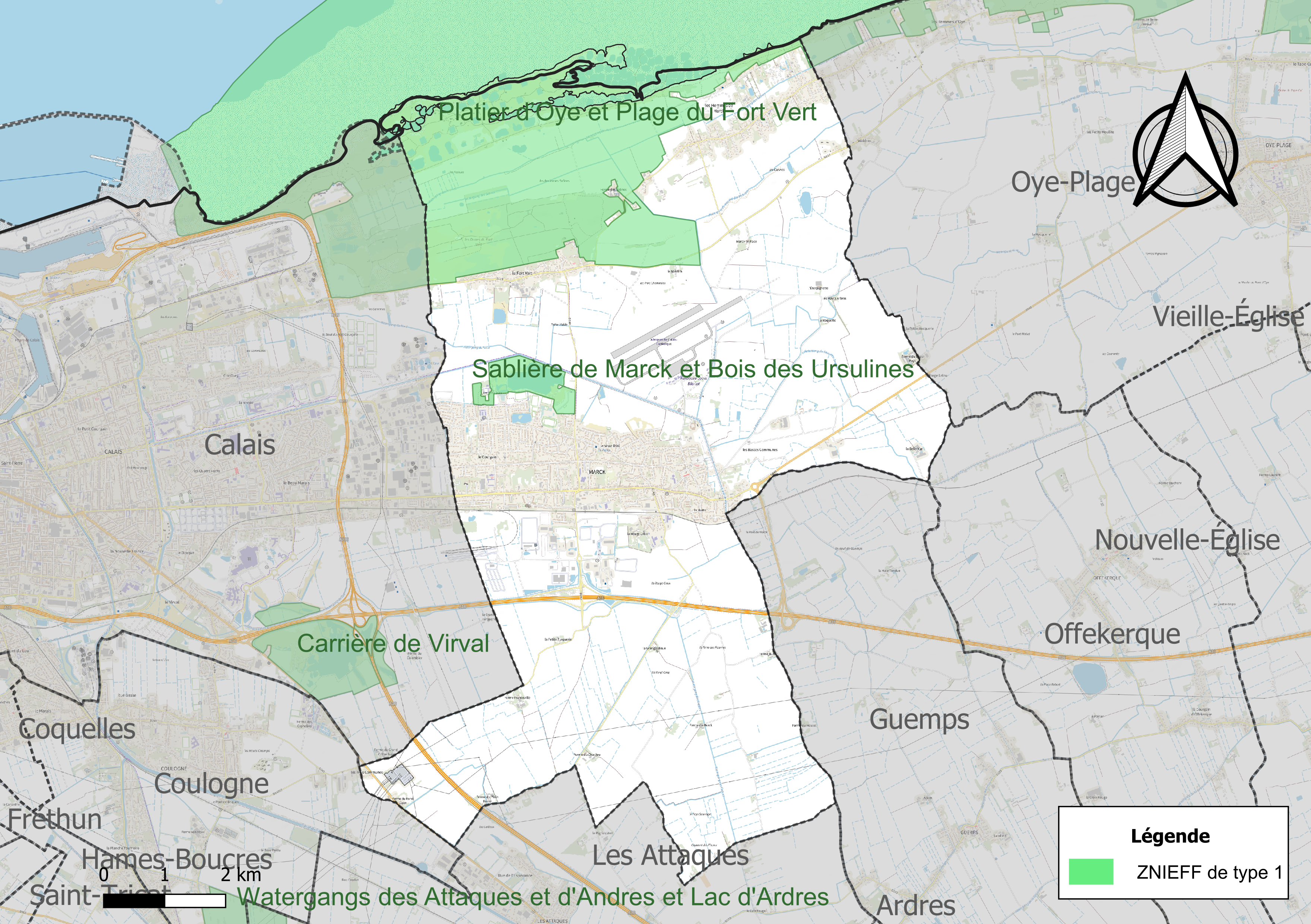
Carte des ZNIEFF sur la commune.

#### Espèces faunistiques et floristiques
L’Inventaire national du patrimoine naturel (INPN) recense plusieurs espèces faunistiques et floristiques sur le territoire de la commune dont certaines sont protégées et d’autres menacées et quasi-menacées.

## Urbanisme

### Typologie
Au 1er janvier 2024, Marck est catégorisée ceinture urbaine, selon la nouvelle grille communale de densité à sept niveaux définie par l'Insee en 2022.
Elle appartient à l'unité urbaine de Calais, une agglomération intra-départementale regroupant six  communes, dont elle est une commune de la banlieue,,. Par ailleurs la commune fait partie de l'aire d'attraction de Calais, dont elle est une commune de la couronne,. Cette aire, qui regroupe 45 communes, est catégorisée dans les aires de 50 000 à moins de 200 000 habitants,.
La commune, bordée par la Manche, est également une commune littorale au sens de la loi du 3 janvier 1986, dite loi littoral. Des dispositions spécifiques d’urbanisme s’y appliquent dès lors afin de préserver les espaces naturels, les sites, les paysages et l’équilibre écologique du littoral, tel le principe d'inconstructibilité, en dehors des espaces urbanisés, sur la bande littorale des 100 mètres, ou plus si le plan local d’urbanisme le prévoit.

### Occupation des sols
L'occupation des sols de la commune, telle qu'elle ressort de la base de données européenne d’occupation biophysique des sols Corine Land Cover (CLC), est marquée par l'importance des territoires agricoles (72,4 % en 2018), en diminution par rapport à 1990 (77 %). La répartition détaillée en 2018 est la suivante :
terres arables (67,2 %), zones urbanisées (14,1 %), zones humides côtières (5,6 %), zones industrielles ou commerciales et réseaux de communication (4 %), zones agricoles hétérogènes (3,2 %), forêts (2,5 %), prairies (2,1 %), milieux à végétation arbustive et/ou herbacée (1,3 %). L'évolution de l’occupation des sols de la commune et de ses infrastructures peut être observée sur les différentes représentations cartographiques du territoire : la carte de Cassini (XVIIIe siècle), la carte d'état-major (1820-1866) et les cartes ou photos aériennes de l'IGN pour la période actuelle (1950 à aujourd'hui).

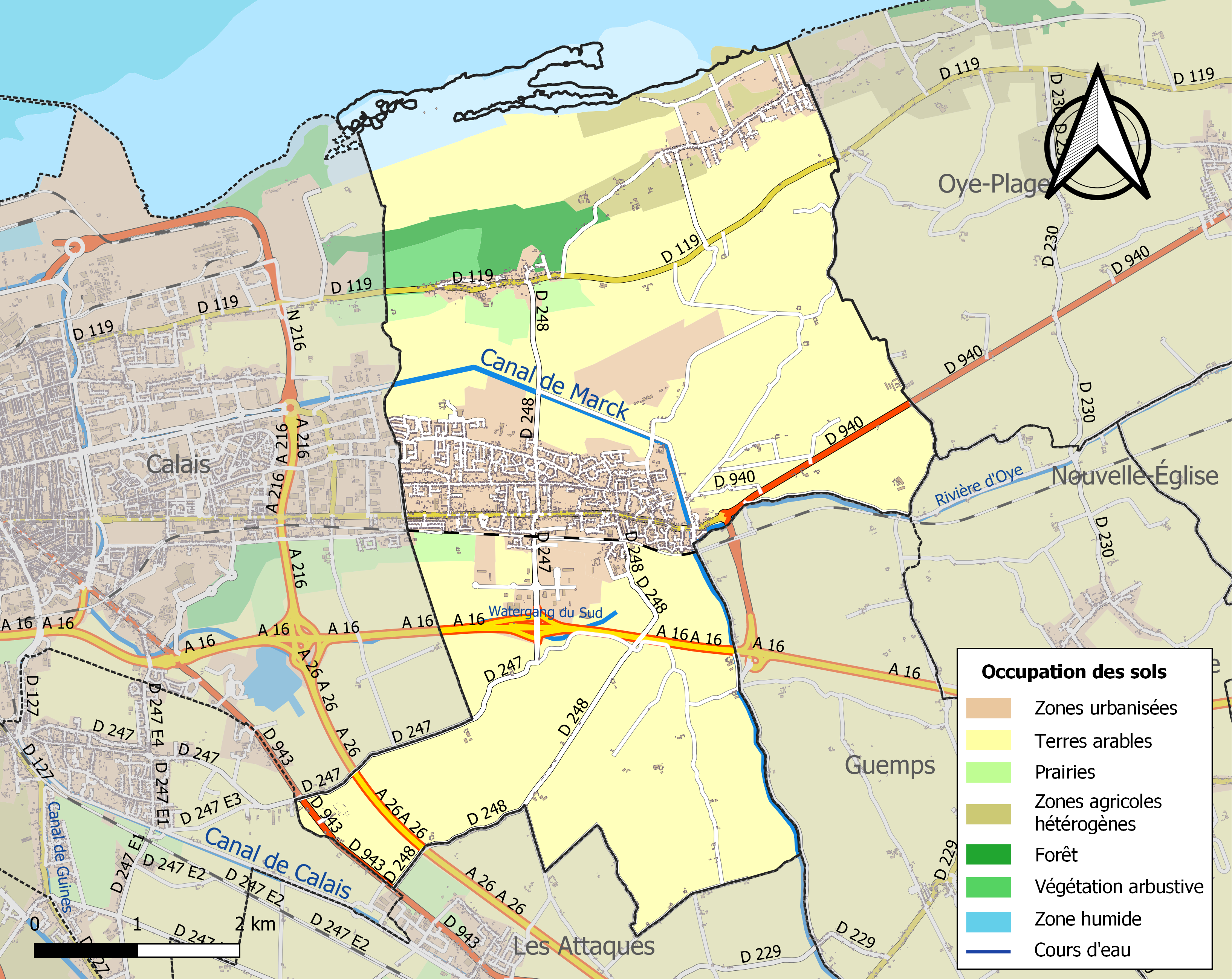
Carte des infrastructures et de l'occupation des sols de la commune en 2018 (CLC).

### Lieux-dits, hameaux et écarts
Deux hameaux sont rattachés à la commune de Marck : le Fort Vert situé au nord et les Hemmes de Marck, situé au nord-est.

### Logement
En 2021, le nombre total de logements dans la commune était de 4 269, alors qu'il était de 4 155 en 2015 et de 3 654 en 2010
, soit une progression du nombre total de logements de 16,8 % depuis 2010.
Parmi ces 4 269 logements, 94,6 % étaient des résidences principales, (soit 4 037 logements), 1,6 % des résidences secondaires et 3,8 % des logements vacants. Ces logements étaient pour 89,7 % d'entre eux des maisons individuelles et pour 8,7 % des appartements.
Sur les 4 037 résidences principales, 72,2 % sont occupées par des propriétaires,  26,2 % par des locataires et 1,6 % par des personnes logées gratuitement.
Le tableau ci-dessous présente la typologie des logements à Marck en 2021 en comparaison avec celle du Pas-de-Calais et de la France entière. Une caractéristique marquante du parc de logements est ainsi la faible proportion des résidences secondaires et logements occasionnels (1,6 %) par rapport au département (6,5 %) et à la France entière (9,7 %) ainsi que d'une proportion de logements vacants (3,8 %) inférieure à celle du département (7,3 %) et de la France entière (8,1 %).
| Typologie                                               | Marck | Pas-de-Calais | France entière |
| ------------------------------------------------------- | ----- | ------------- | -------------- |
| Résidences principales (en %)                           | 94,6  | 86,1          | 82,2           |
| Résidences secondaires et logements occasionnels (en %) | 1,6   | 6,5           | 9,7            |
| Logements vacants (en %)                                | 3,8   | 7,3           | 8,1            |

### Voies de communication et transports
La commune est desservie par des lignes de bus du réseau urbain Imag'in ainsi que par une ligne du réseau interurbain Oscar reliant Calais à Gravelines dessert également la commune.
L'aéroport de Calais - Dunkerque est situé sur le territoire de la commune.

### Risques naturels et technologiques

#### Risque inondation
À la suite du passage des tempêtes Ciarán, Domingos et Elisa et des inondations et coulées de boue qui se sont produites, la commune est reconnue, par arrêté du 14 novembre 2023, en état de catastrophe naturelle pour inondations et coulées de boue sur la période du 2 au 12 novembre 2023, comme 179 autres communes du département.

## Toponymie
Le nom de la localité est attesté sous les formes Marcæ (IVe siècle) ; Merkum (933) ; Merka (962) ; Merch (1093) ; Markia (1107) ; Merc (1110) ; Merchum (vers 1157) ; Mercha sive Mercuritium (fin XIIe siècle) ; Merque (1201) ; Mers (1253) ; Marka (1304) ; Merk (vers 1304) ; Merke (1308) ; Merck (1405) ; Marcq (1439) ; Merques (1492) ; Marches (1545) ; Marquen, Marke (1556) ; Marquenes (1557) ; Marcque (1559) ; Marck (1582) ; Marc (1583) ; Marck en 1793 et depuis 1801.
Merk en flamand.
Au XVIIIe siècle, le village de Marck s'étendait sur 4 400 ha avec au sud un hameau appelé le Bas Marck. C'est ainsi qu'une chapelle y sera construite en 1718 préfigurant la création en 1835 de la commune des Attaques par scission de la commune de Marck.
Quelle origine pour le nom Marck ?
On sait que la région était habitée à l’époque romaine par un peuple « belge » appelé Morini (les Morins). Quelle que fût leur langue, proprement celte ou non, les Morini furent intégrés dans l’Empire romain et devinrent des locuteurs gallo-romains. C’est ainsi que la première évangélisation de la région eut lieu sous l’impulsion de Vitrice (330-407), évêque de Rouen, un gallo-romain. De ce fait, la région compte très peu de toponymes d’origine celte et l’origine de Marck n'est sans doute pas celte.
Une origine saxonne est possible car on sait que des Saxons se sont établis le long des côtes de la Manche à partir du IVe siècle à tel point que la Manche et la Mer du Nord s’appelaient mer des Saxons (mare germanicum, litus saxonicum) et ils ont laissé la trace de leur passage par un grand nombre de toponymes dans la région de Boulogne-sur-Mer.
On sait aussi que la présence de Saxons païens était forte puisqu’il a été nécessaire de faire appel à Saint Omer (de son nom saxon Audomar (600-670)), un Saxon né en Normandie pour assurer une seconde évangélisation de la région.
Est-ce que le nom de Marck provient d’une implantation saxonne ? Certains l’affirment en donnant pour origine de Marck des mots saxons comme « Marka, Marcha et Mearc » qui signifient frontière, Marck étant à la frontière entre pays saxon et pays franc ou entre terre et mer.
D’autres auteurs font référence à une origine franque. Les Francs saliens, l'un des peuples germaniques qui formait la ligue des Francs, et originaires des actuels Pays-Bas, parlaient le vieux bas francique, un dialecte du groupe bas allemand. C'est ce peuple qui importa cette langue en s’installant au Ve siècle sur tout le littoral de la mer du nord.
Certains Francs saliens se sont établis dans la Gaule conquise et se sont rapidement assimilés à la culture et à la langue des Gallo-romains (qui étaient nettement majoritaires) tandis que les Francs saliens qui sont restés le peuplement majoritaire dans leur région d'origine, c'est-à-dire l'actuelle Flandre et les Pays-Bas, ont conservé leur langue, germanique, ce qui a donné avec le temps le flamand en Flandre.
Calais et sa région serait la limite d’expansion de l’implantation des Francs saliens et l’origine des localités de Calais et de Marck serait à chercher dans le vieux bas francique. En faveur de cette thèse nous retrouvons le mot flamand « mersch » ou « meersch » qui désigne des marais comme origine de Marck.
Une troisième hypothèse donne au nom de Marck une origine latine. En effet on retrouve dans la Notitia Dignitatum (une liste des fonctions civiles et militaires de l’Empire romain, rédigée vers l’an 400, qui prévoit en particulier la défense du litus saxonicum contre les pirates saxons) la mention de Marcis (ablatif pluriel de lieu) qui aurait ensuite donné Marck sous une influence germanique (flamande) ultérieure. Marcis était une base de cavaliers dalmates chargés de surveiller la côte et la plaine maritime inondée et occupée par les Francs. Cependant d’autres auteurs (Briquet, Delmaire) voient davantage Marquise comme lieu d’implantation de Marcis, située sur un site en hauteur donc plus favorable à l’implantation d’un camp de cavalerie, plutôt que Marck, située sur un cordon littoral.

## Histoire

### Éléments historiques
L’archéologie montre que les premiers habitants de Marck étaient des Morins (Morini). Peuple de la mer, leur territoire s'étendait de l'embouchure de l'Aa (frontière avec les Ménapiens au nord) à la vallée de la Canche (frontière avec les Ambiens au sud).
Leur oppidum principal était Thérouanne (Taruanna) relié à la côte par de nombreuses routes. Une des routes principales (la Leulène) arrivait à Sangatte et permettait ainsi le commerce en provenance d’Europe du Nord et l’acheminement des produits de la mer vers l’intérieur des terres. La production et le commerce du sel représentaient une ressource importante de Sangatte à l’Yser.
Les Morins entrent dans l’Histoire à l’occasion de la conquête de la Gaule par Jules César qui mentionne plusieurs fois ce peuple « belge » d’abord parce que les Morins en 57 avant J.-C. participèrent à la coalition des peuples belges contre Rome puis en 56 à celle des peuples armoricains. César décrit un peuple belliqueux, mais aussi rude et grossier, qu’il ne soumit que difficilement à l’issue de plusieurs campagnes.
Strabon, quant à lui, cite Portus Itius comme port de Morinie base des deux expéditions de César en Grande-Bretagne. Il affirme aussi que chez les Morins, comme en Bretagne, le soleil ne brille que 3 à 4 heures par jour dans la meilleure saison!
Même si le texte ne se rapporte pas à la Morinie mais à la Frise, Pline l’Ancien vers 77 ap. J.-C. fait une description saisissante et poétique des rivages de la Mer du Nord, sans doute bien peu différents de ceux de Marck à la même époque : « Là, par un immense mouvement, deux fois en vingt-quatre heures, l'océan se répand et s'étale à l'infini, recouvrant le théâtre de l'éternelle question posée par la nature, région qu'on ne sait attribuer à la terre ou à la mer. [Les hommes] occupent des tertres élevés (tumuli altï) ou des tribunes (tribunalia) dressées de leurs mains d'après leur expérience de la plus haute marée; ils y installent leurs cases, et, semblables à des navigateurs quand les eaux recouvrent les alentours, à des naufragés quand elles se sont retirées, ils poursuivent autour des huttes les poissons qui s'enfuient avec la mer »
Enfin Virgile lui-même fait une allusion peu flatteuse aux Morins comme « extremi hominum Morini » c’est-à-dire les derniers des hommes. Sans doute voulait-il dire, les hommes situés au bout du monde… L’expression deviendra quasi proverbiale.
Concernant les évènements relatés dans la guerre des Gaules, César après avoir vaincu les Vénètes en 56 se tourna vers le nord de la Gaule pour contrôler ces territoires et son profitable commerce. Or nous avons vu que la région était à l’époque couverte de forêts marécageuses permettant aux Morins de s’y réfugier et de mener une résistance faite de guérilla et de contre-attaques. César ne réussit donc à conquérir en 56 qu’une partie assez réduite du territoire morin (autour de Boulogne et Calais) mais suffisant pour lui permettre de monter des expéditions en Grande-Bretagne.
En 55 puis 54 l’autorité romaine ne fut plus discutée (Titus Labienus en 55, Caius Fabius en 54) si bien que les Morins furent donnés à Commius l’Atrébate en 53 avant J.-C. ce qui n’empêcha pas les Morins d’envoyer un contingent de guerriers pour participer à la bataille d’Alésia aux côtés de Vercingétorix.
Définitivement vaincus, il ne leur restait plus qu’à intégrer la romanité et devenir Gallo-Romains. À ce titre, les Morins devaient à Rome le service militaire dans les corps auxiliaires et il est attesté qu’une cohorte de Morins stationnait à la fin du Ier siècle, début du IIe siècle en Bretagne. Les vétérans reçurent même la citoyenneté romaine.
La Morinie devient un lieu de passage pour la Bretagne, sur le chemin des armées et des commerçants : les données archéologiques confirment que le site de Marck a connu une implantation gallo-romaine jusqu’au IIe siècle. L’absence de traces archéologiques pour la période du IVe siècle au VIIe siècle se conjugue à l’absence de données historiques. Lors de la transgression dunkerquienne, le site est délaissé, sans doute au profit de la côte boulonnaise stratégiquement plus importante. La plaine littorale dont on rappelle le caractère fortement marécageux est alors occupée par les francs.
Pourtant Marck existe déjà au VIIe siècle, les données archéologiques le montrent tout comme elles montrent l’existence de l’église de Pétresse (Saint-Pierre-lez-Calais) à cette époque.
Mais les textes ne mentionneront Marck qu’au IXe siècle et si Harbaville reprenant Lambert d’Ardres cite 663 comme date du don du fiscum Merki (le fisc de Marck ou les terres de Marck) appartenant alors au comte Walbert d’Arques à l’abbaye de Saint-Bertin, Ganshof considère la source comme douteuse. De même ce n’est que la tradition (Harbaville) qui donne l’an 686 comme date de l’évangélisation de la côte à Pétresse (le futur village de Saint-Pierre-lez-Calais) par Saint Bain (Bain ou Bagne de Thérouanne).
La date de 881 donnée par Harbaville comme année de dévastation de Marck par les normands n’est pas plus assurée.
Il semble donc bien que la première mention incontestable du nom de Marck date du Xe siècle. Le 2 décembre 952, Arnoul-le-Vieux, comte de Flandre et abbé de Saint-Bertin de Saint-Omer, donne à sa communauté la terre de Marck et ses dépendances (fiscum Merki cum omnibus adjacentiis), dont l’église de Pétresse (Ecclesiam quandam Pétresse dictam : une église appelée Pétresse). Cette donation fut ratifiée le 7 janvier 962 par le roi Lothaire.
On peut ainsi relever pour Marck une certaine importance alors que Calais n’est encore qu’un petit village de pêcheurs autour de l’église de Pétresse. Elle était établie sur le point culminant du banc des galets. Le canal actuel qui passe au pied de ce monument n’existait pas alors. Il n’a été creusé que plus tard, pour concourir à la défense de Calais. La rivière de Guînes se joignait, en ce temps-là, à la vieille rivière (Watergand du Sud, au pont Gilles), et s’en allait se jeter à la mer au niveau de l'actuel fort Nieulay.
Aux alentours de l’an Mil, on trouve davantage de mentions de Marck que de Calais dans les cartulaires
975 – Renouvellement de la donation d’Arnoul-le-Vieux ;
995 – Baudouin IV le Barbu, comte de Flandre, creuse et agrandit le port de Calais. Il se développe et supplante peu à peu Marck;
1090 – Eustache et Ide, comte et comtesse de Boulogne, fondèrent à Marck, au lieu-dit Broucka, l’abbaye dite de La Capelle. Monastère en l'honneur de la Vierge, il joua un rôle important dans les travaux d'assèchement du sud de la commune (aujourd'hui sur le territoire de la commune des Attaques). On dit que Sainte Ide, mère de Godefroy de Bouillon, offrit aux moines bénédictins un reliquaire renfermant onze cheveux de la Vierge. Le monastère fut détruit par les Anglais en 1346 ;
1096 – Willelm, sire de Marck, part pour la première croisade;
1122 – Eustache III, comte de Boulogne, pour le salut de Sainte Ide, sa mère, exempte l'abbaye de Saint-Bertin de tous droits à raison du fief de Marck ;
Début du XIIe siècle : Elembert Ier, seigneur de Marck et de Colewide, lieutenant ou vicomte du comte de Guînes, épouse une dame anglaise considérée comme de très louable et sainte vie, nommé Mahaut. Il eut d'elle deux fils et une fille. Le fils aîné Eustache succède à son père dans la vicomté. Il est marié à Emme, qui dans une charte de 1022, citée dans la chronique d'Ardres de Lambert d'Ardres, est qualifiée de vicomtesse de Markènes. Eustache et Emme n'ont pas d'héritier. Le second fils Elembert II, surnommé Payen, succède à Eustache mais décède également sans postérité. La sœur des précédents nommée Adelis de Marck a eu pour enfants Henry, Guillaume et Geoffroy de Beaulieu. Après sa mort, Mahaut est ensevelie au pied de la tour de l'église de Marck. Plusieurs miracles auraient eu lieu à son tombeau. Ses fils construisirent alors une chapelle au-dessus pour y mettre ses ossements. Depuis, ils ont été enlevés et emportés ailleurs par un anglais ou écossais qui se disait être de sa parenté. Elembert Ier prend pour seconde épouse Adeline de Licques, fille d'Eustache le Vieil, seigneur de Licques. Il en a trois fils : Arnould, vicomte après ses frères puis seigneur d'Ardres, Simon de Marck, père d'Eustache et de Guillaume de Marck, et Jordain de Marck. Le couple a également eu huit filles :
1. Emme de Marck qui épouse le seigneur de Coquelles,
2. Natalie ou Noelle de Marck qui prend pour époux N. de Guînes, père de Geofroy de Guînes, dit Baron, dont le fils Jacques de Guînes, seigneur de Nielles-les-Ardres vivait en 1214.
3. Vindesmode de Marck devient la femme de Payen, seigneur de Norhout, qui ne fut baptisé que vers ses dix ans d'où son nom, baptisé depuis par un ermite nommé Abraham.
4. Clarisse de Marck va épouser Deremar Potier, habitant Tournehem.
5. Heile de Marck devenue l'épouse de Baudouin Harscar, originair d'Enderhan.
6. Béatrix de Marck va prendre pour époux Roger de Bassinghem.
7. Élisabeth de Marck, appelée Bele par contraction, prend pour mari Guillaume d'Erlehem
8. Sarra de Marck devient la femme de Foulques de Merc, père de Simon de la Chaussée[68].

1137 - Arnould, vicomte de Marck, s'allie, avec ses frères cadets Simon de Marck et Jordain de Marck, chevaliers, à Arnould de Gand, le futur Arnould Ier de Guînes, dans sa conquête du comté de Guînes après la mort de Manassès Ier de Guînes, aux dépens de l'héritière légitime Béatrix de Bourbourg; Simon est le père d'Eustache et de Guillaume de Marck.
1146 - Arnould dit de Colvède ou de Colewide, du nom de sa première seigneurie dont le surnom va lui rester,(le même que le précédent), car primitivement seigneur du lieu, puis vicomte de Markènes, par succession de ses frères, accède à la seigneurie d'Ardres, (seigneurs d'Ardres), sous le nom d' Arnould IV d'Ardres, du fait de son mariage avec Adeline d'Ardres, fille d'Arnould II d'Ardres et sœur de Baudouin Ier d'Ardres.
1169 – La seigneurie de Marck passe par mariage dans la famille des comtes de Guines : Baudouin II de Guînes épouse Chrétienne d'Ardres, fille unique et héritière d'Arnould IV d'Ardres;
1192 - Renaud, comte de Boulogne, signe une charte qui fixe la dîme des harengs (halecium) que le village de Pétresse doit à l'abbaye de Saint-Bertin à l’issue d’une émeute. Les pêcheurs se révoltant contre les moines venus collecter l’impôt ecclésiastique, Renaud doit intervenir pour codifier la dîme ;
1210 - Renaud de Dammartin, comte de Boulogne, sépare Calais de la terre de Marck ;
1214 - Ferrand, comte de Flandre, ravage le Calaisis et pille Marck;
1229 - Ferrand brûle de nouveau le bourg et le château de Marck;
1253 - Mathilde, Comtesse de Boulogne, accorde au mois d’avril 1253 une charte de commune à la ville de Marck en confirmation de celle octroyée par Ide de Boulogne.
À travers cette chronologie, on voit les vicissitudes d’un territoire disputé entre les abbés de Saint-Bertin, les comtes de Flandre, de Boulogne et de Guines, le pouvoir royal et bientôt le roi d’Angleterre.
On voit aussi la montée en puissance de Calais et de son port et le déclin de Marck moins bien relié à la mer.
Ce déclin s'accentue avec la domination anglaise : Calais est conquise en 1347 et Marck devient, avec Calais, possession anglaise. Avant-poste de Calais, Marck subit le siège en 1405 de l'armée française commandée par le Comte de Saint-Pol, Wallerand de Luxembourg. Les Anglais repousseront l'assaut. En 1436, c'est une armée bourguignonne qui tentera d'investir la place sans plus de succès mais toujours avec les pillages accompagnant les armées en campagne. Ces évènements peuvent être reliés aux destructions constatées par l'archéologie sur le site de la Turquerie.
Finalement, Marck redevient française à la reconquête de Calais par le duc François de Guise le 7 janvier 1558.
Pendant la Première Guerre mondiale, Marck fait partie en 1917-1918 d'un commandement d'étapes basé à Coulogne, c'est-à-dire un élément de l'armée organisant le stationnement de troupes, comprenant souvent des chevaux, pendant un temps plus ou moins long, sur les communes dépendant du commandement, en arrière du front. Marck a donc accueilli des troupes de passage. Marck dépend également du commandement d'étapes de Guînes. En juin 1917, la ville dépend encore du commandement d'étapes de Gravelines. Elle dépend également du commandement d'étapes de Nouvelle-Église en fin septembre 1917
Marck fut occupée par l'armée allemande pendant la Seconde Guerre mondiale du 23 mai 1940 au 30 septembre 1944. La libération de la ville et de la poche de Calais fut marquée par un bombardement le 28 septembre qui détruisit tout un quartier et coûta la vie à trente personnes. Une stèle commémore cet évènement tragique à l'intersection de la rue Jean Jaurès et de la rue du 28 septembre. Lors de son départ, l'occupant dynamita l'église datant du XVe siècle et plusieurs ponts.

### Recherches archéologiques
Une étude archéologique a été conduite pendant les années 1973 à 1975 à Marck au niveau de la sablière des Ursulines à environ 2 km au nord-ouest du centre de la commune.
Les premières traces d'occupation humaine datent de peu de temps après que la mer se soit retirée vers 400 avant J.-C. Des fragments de céramique, des ossements animaliers, un bouton de bronze montrent que le site a été occupé de manière permanente au IIe siècle av. J.-C. (datation du charbon de bois présent).
Le site a ensuite été abandonné sans doute en lien avec une période d'humidité croissante mais est resté émergé avec une végétation assez abondante pour être capable de fixer le sable fin propulsé par le vent.
La présence de tessons caractéristiques montre que les lieux ont été ensuite visités sinon occupés pendant la période romaine.
Or un autre site de la commune de Marck a fait l’objet de fouilles archéologiques en 2013 et 2014,. Il s’agit de la ZAC de la Turquerie localisée au sud-ouest de la commune.
À la Turquerie, nous sommes en arrière du cordon dunaire ce que confirme l’analyse géologique.
L’implantation humaine, datée des alentours du IIe siècle, a pu commencer en un milieu de schorre évoluant en tourbière avec une émersion de plus en plus nette de la zone humide arrière littorale.
Les résultats des fouilles ont montré une occupation permanente du site entre le IIe et le IVe siècle avec une aire funéraire de sépultures à incinération et des offrandes funéraires (éléments de parure, monnaie, vases en céramiques, et à chaque fois une assiette et un gobelet). Ces données rejoignent celles de Delmaire qui indique qu'à l'époque de la construction de la ligne de chemin de fer Calais - Marck au début du XXe siècle des tombes gallo romaines et du mobilier funéraire ont été mis au jour au Beau-Marais.
L’activité reposait sur l’exploitation de l’argile marine pour la production d’éléments de terre cuite ou de céramiques et de l’exploitation des ressources maritimes (essentiellement des coquillages). L’activité de pêche en mer n’est pas prouvée mais il y avait des possibilités de récupération opportuniste (présence de vertèbres de cétacés). La tourbe était utilisée comme combustible (rejets de cendres jaunes caractéristiques).
On ne trouve pas d’habitat sur le site. Il devait probablement se concentrer sur les zones exondées au nord. On sait qu’à cette époque la plaine maritime est occupée par les Morins, tribu celtique historiquement attestée. Les habitations devaient donc ressembler à des palafittes (construction établie sur un plancher grossier supporté par des pilotis) ancrées dans le cordon dunaire.
D’autres traces d’occupation humaine ont été découvertes, mais plus tardives (VIIe – IXe siècle) compatibles avec la fin de la transgression marine Dunkerque II qui a sans doute provoqué la fin de l’occupation précédente.
Le site est donc de nouveau occupé et exploité avec une organisation pastorale intégrant des activités de traitement des coquillages (on a trouvé des traces de fours et de chaudrons : les coquillages devaient être préparés dans des récipients tels que des chaudrons chauffés sur des foyers à grille).
On trouve la trace d’enclos pour le bétail (élevage bovin) avec une activité marquée de boucherie sur place. Les fossés sont bien entretenus, régulièrement curés ce qui montre une occupation pérenne au sein d’un milieu humide d’eau douce avec des prairies arborées.
Comme pour l’occupation précédente, on ne trouve pas trace d’habitat. Il devait aussi se concentrer sur les zones exondées au nord du site.
En conclusion, malgré une présence certaine depuis le IIe siècle et après un abandon des lieux au IVe siècle lié à la transgression marine Dunkerque II, ce n'est probablement qu'aux VIIe –  VIIIe siècle, à la fin de la transgression, que le territoire de Marck sera occupé de façon permanente avec des pâturages qui s'étendent dans les schorres et des refuges sous forme de tertres (terpen) analogues à ceux rencontrés en Frise contre les submersions accompagnant tempêtes et grandes marées.
Toujours sur ce site de la Turquerie, d’autres traces plus récentes d’occupation ont été découvertes.
Elles datent du XIVe siècle et présentent des vestiges d’habitat et de bâtiments agricoles nous renseignant sur les systèmes agraires de l'époque.
La ferme de base comprend trois bâtisses en bois, couvertes de chaumes et organisées en U et avec un mur de clôture. L’habitation fouillée, d’une superficie de 50 m2, comprend une remise, une cuisine, une étable et un espace de vie. Les deux autres bâtiments sont des granges ou des étables. En plus de l’élevage, on pratiquait une culture céréalière (blé orge, seigle avoine) et on exploitait un gisement de tourbe (en remplacement d’un bois de chauffage peu présent).
Les bâtiments ont été incendiés au début du XVe siècle.

## Politique et administration

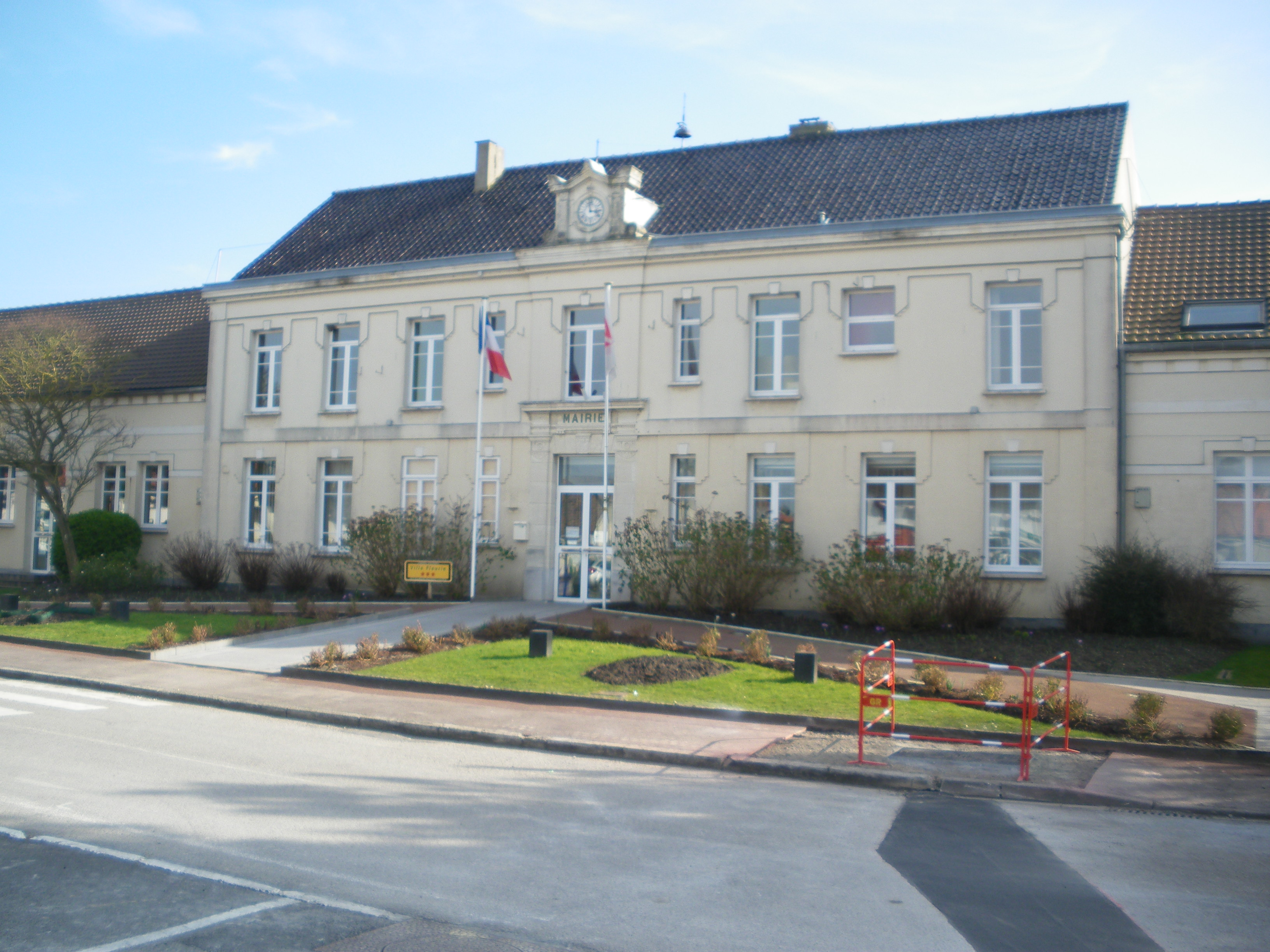
La mairie.

### Découpage territorial
La commune fait partie depuis 1962 de l'arrondissement de Calais du département du Pas-de-Calais, en région Hauts-de-France,.

#### Commune et intercommunalités
Marck est membre fondateur de l'ancienne communauté d'agglomération du Calaisis, dite Grand Calais Terres et Mers, créée au 1er janvier 2001. Depuis 2016, la commune est membre de la communauté d'agglomération Grand Calais Terres et Mers qui regroupe 14 communes et compte 98 828 habitants en 2021.

#### Circonscriptions administratives
La commune fait partie de 1801 à 1887 du canton de Calais, qui est alors scindé, et Marck intègre le canton de Calais-Sud-Est. Un nouveau redécoupage intervient en 1973 et la ville intègre le canton de Calais-Est. Dans le cadre du redécoupage cantonal de 2014 en France, Marck devient le bureau centralisateur du nouveau canton de Marck.

#### Circonscriptions électorales
Pour l'élection des députés, la commune dépend depuis 1986 de la septième circonscription du Pas-de-Calais.

### Élections municipales et communautaires

#### Élections municipales 2020
- Maire sortant : Corinne Noël
- 33 sièges à pourvoir au conseil municipal (population légale 2017 : 10 676 habitants)
- 10 sièges à pourvoir au conseil communautaire (CA Grand Calais Terres et Mers)

| Tête de liste            | Tête de liste   | Liste | Premier tour | Premier tour | Sièges | Sièges |
| Tête de liste            | Tête de liste   | Liste | Voix         | %            | CM     | CC     |
| ------------------------ | --------------- | ----- | ------------ | ------------ | ------ | ------ |
|                          | Corinne Noël    |       | 2 256        | 73,84        | 29     | 9      |
|                          | William Bouchel | DVG   | 546          | 17,87        | 3      | 1      |
|                          | Laurent Peron   |       | 253          | 8,28         | 1      | 0      |
|                          |                 |       |              |              |        |        |
| Votes valides            |                 |       |              |              |        |        |
| Votes blancs             |                 |       |              |              |        |        |
| Votes nuls               |                 |       |              |              |        |        |
| Total                    | Total           | Total |              | 100          |        |        |
| Abstention               |                 |       |              |              |        |        |
| Inscrits / participation |                 |       |              |              |        |        |

#### Liste des maires
| Période         | Période                    | Identité                 | Étiquette   | Qualité |
| --------------- | -------------------------- | ------------------------ | ----------- | --- |
| décembre 1944   | novembre 1947              | François Jobert          |             | |
| novembre 1947   | octobre 1952               | Gaston Deléglise         |             | Agriculteur |
| octobre 1952    | mai 1953                   | Charles Périlliat        |             | |
| mai 1953        | mars 1956                  | Gaston Germes            |             | |
| mars 1956       | mars 1959                  | Robert Flament           |             | |
| mars 1959       | mars 1971                  | Adrien Lefebvre          |             | Agriculteur sécheur |
| mars 1971       | mars 1977                  | Léon Delplace            |             | Agriculteur |
| mars 1977       | mars 1989                  | Lucien Devos (1928-2020) |             | Entrepreneur en maçonnerie, maire honoraire |
| mars 1989       | avril 1989                 | Jean-Claude Agneray      |             | Ancien adjoint au maire |
| avril 1989      | juin 1995                  | Jacques Eveno            |             | |
| juin 1995       | mars 2014                  | Serge Péron              | PS          | Technicien informatique retraité Conseiller général de Calais-Est (1998 → 2015) |
| mars 2014,      | juillet 2017               | Pierre-Henri Dumont      | UMP puis LR | Attaché parlementaire Député du Pas-de-Calais (7e circ.) (2017 → ) Conseiller départemental de Marck (2015 → 2017) Vice-président de la CA du Calaisis Démissionnaire à la suite de son élection comme député |
| 16 juillet 2017 | En cours (au 28 mars 2022) | Corinne Noël             | DVD         | Enseignante, Vice-présidente de la CA Grand Calais Terres et Mers Réélue pour le mandat 2020-2026, |

### Jumelages
La commune est jumelée avec :
| Ville | Ville   | Pays | Pays      | Période     |
| ----- | ------- | ---- | --------- | ----------- |
|       | Haibach |      | Allemagne | depuis 1987 |

## Équipements et services publics

### Espaces publics
Le Jardin botanique du beau pays, situé au 3091, avenue François-Mitterrand, a été labellisé jardin remarquable par le ministère de la Culture en 2015.
La commune est labellisée « 3 fleurs » au concours des villes et villages fleuris.

## Population et société

### Démographie
Les habitants sont appelés les Marckois.

#### Évolution démographique
L'évolution du nombre d'habitants est connue à travers les recensements de la population effectués dans la commune depuis 1793. Pour les communes de plus de 10 000 habitants les recensements ont lieu chaque année à la suite d'une enquête par sondage auprès d'un échantillon d'adresses représentant 8 % de leurs logements, contrairement aux autres communes qui ont un recensement réel tous les cinq ans,.

En 2022, la commune comptait 10 468 habitants, en évolution de −2,71 % par rapport à 2016 (Pas-de-Calais : −0,72 %, France hors Mayotte : +2,11 %).
| 1793  | 1800  | 1806  | 1821  | 1831  | 1836  | 1841  | 1846  | 1851  |
| ----- | ----- | ----- | ----- | ----- | ----- | ----- | ----- | ----- |
| 2 027 | 2 327 | 2 506 | 2 753 | 3 044 | 2 027 | 2 074 | 2 096 | 2 108 |

| 1856  | 1861  | 1866  | 1872  | 1876  | 1881  | 1886  | 1891  | 1896  |
| ----- | ----- | ----- | ----- | ----- | ----- | ----- | ----- | ----- |
| 2 134 | 2 204 | 2 246 | 2 258 | 2 356 | 2 436 | 2 618 | 2 785 | 2 800 |

| 1901  | 1906  | 1911  | 1921  | 1926  | 1931  | 1936  | 1946  | 1954  |
| ----- | ----- | ----- | ----- | ----- | ----- | ----- | ----- | ----- |
| 2 792 | 2 990 | 3 097 | 3 192 | 3 127 | 3 096 | 3 161 | 3 184 | 3 671 |

| 1962  | 1968  | 1975  | 1982  | 1990  | 1999  | 2006  | 2011  | 2016   |
| ----- | ----- | ----- | ----- | ----- | ----- | ----- | ----- | ------ |
| 3 899 | 4 576 | 5 735 | 7 448 | 9 069 | 8 987 | 9 109 | 9 870 | 10 760 |

| 2021   | 2022   | - | - | - | - | - | - | - |
| ------ | ------ | - | - | - | - | - | - | - |
| 10 494 | 10 468 | - | - | - | - | - | - | - |

#### Pyramide des âges
En 2018, le taux de personnes d'un âge inférieur à 30 ans s'élève à 38,5 %, soit au-dessus de la moyenne départementale (36,7 %). À l'inverse, le taux de personnes d'âge supérieur à 60 ans est de 20,7 % la même année, alors qu'il est de 24,9 % au niveau départemental.
En 2018, la commune comptait 5 240 hommes pour 5 409 femmes, soit un taux de 50,79 % de femmes, légèrement inférieur au taux départemental (51,50 %).
Les pyramides des âges de la commune et du département s'établissent comme suit.
| Hommes | Classe d’âge | Femmes |
| ------ | ------------ | ------ |
| 0,3    | 90 ou +      | 0,9    |
| 3,5    | 75-89 ans    | 5,4    |
| 15,3   | 60-74 ans    | 15,9   |
| 19,5   | 45-59 ans    | 19,3   |
| 21,2   | 30-44 ans    | 21,5   |
| 16,1   | 15-29 ans    | 15,7   |
| 24,0   | 0-14 ans     | 21,2   |

| Hommes | Classe d’âge | Femmes |
| ------ | ------------ | ------ |
| 0,5    | 90 ou +      | 1,6    |
| 5,6    | 75-89 ans    | 8,9    |
| 16,7   | 60-74 ans    | 18,1   |
| 20,2   | 45-59 ans    | 19,2   |
| 18,9   | 30-44 ans    | 18,1   |
| 18,2   | 15-29 ans    | 16,2   |
| 19,9   | 0-14 ans     | 17,9   |

### Sports et loisirs

#### Équipements sportifs
- Le stade Jean-Claude-Agneray où évolue l'AS Marck à domicile, évoluant actuellement en Régional 1 et le COSEC où évolue également le BCM (Basket Club de Marck).
- Le dojo où évolue l'AS Marck Judo.
- La salle des Dryade où évolue le club d'athlétisme de la ville ainsi que les événements de sports collectifs.

#### Pistes cyclables
La piste cyclable « La Vélomaritime », partie côtière française de la « Véloroute de l’Europe - EuroVelo 4 », qui relie Roscoff en France à Kiev en Ukraine sur 5 100 km, traverse la commune, en venant de Calais pour desservir Oye-Plage,.

#### Sentier pédestre
Le sentier de grande randonnée GR 120 ou GR littoral (partie du sentier européen E9 allant du Portugal à l'Estonie), appelé aussi sentier des douaniers, traverse la commune en longeant la côte.

## Économie
L'aérodrome Louis-Blériot (code IATA : CQF), l'aéroport de Calais-Dunkerque, est installé à Marck.
La ville accueille également la zone de stockage de marchandises Transmarck.

### Revenus de la population et fiscalité
En 2021, la commune compte 4 021 ménages fiscaux, regroupant 10 327 personnes.
Le revenu fiscal médian par ménage, le taux de pauvreté des ménages et la part des ménages fiscaux imposés de la commune, du département du Pas-de-Calais et de la métropole sont les suivants :
- le revenu fiscal médian par ménage de la commune est de 22 600 €, supérieur à celui du département du Pas-de-Calais (20 720 €) et inférieur à celui de la France métropolitaine (23 080 €)[Insee 6],[Insee 7],[Insee 8] ;
- le taux de pauvreté des ménages de la commune est de 13 %, de 18,4 % au niveau du département et de 14,9 % au niveau de la métropole[Insee 9],[Insee 10],[Insee 11] ;
- la part des ménages fiscaux imposés dans la commune est de 55 %, de 44,1 % au niveau du département et de 53,4 % au niveau de la métropole[Insee 6],[Insee 7],[Insee 8].

### Emploi
|                       | 2010   | 2015   | 2021   |
| --------------------- | ------ | ------ | ------ |
| Commune               | 11,7 % | 14,8 % | 14,4 % |
| Département           | 15,4 % | 17,7 % | 14,7 % |
| France métropolitaine | 11,6 % | 13,7 % | 11,7 % |

En 2021, la population âgée de 15 à 64 ans s'élève à 6 429 personnes, parmi lesquelles on compte 73,4 % d'actifs (62,8 % ayant un emploi et 10,6 % de chômeurs) et 26,6 % d'inactifs,. En 2021, le taux de chômage communal (au sens du recensement) des 15-64 ans est inférieur à celui du département et supérieur à celui de la France métropolitaine.
La commune fait partie de la couronne de l'aire d'attraction de Calais, du fait qu'au moins 15 % des actifs travaillent dans le pôle,. Elle compte 1 738 emplois en 2021, contre 1 665 en 2015 et 1 412 en 2010. Le nombre d'actifs ayant un emploi résidant dans la commune est de 4 071, soit un indicateur de concentration d'emploi de 42,7 et un taux d'activité parmi les 15 ans ou plus de 57,6 %.
Sur ces 4 071 actifs de 15 ans ou plus ayant un emploi, 665 travaillent dans la commune, soit 16 % des habitants. Pour se rendre au travail, 86,8 % des habitants utilisent une voiture, un camion ou une fourgonnette, 4,6 % les transports en commun, 5,3 % s'y rendent en deux-roues, à vélo ou à pied et 3,2 % n'ont pas besoin de transport (travail au domicile).

### Entreprises et commerces

#### Agriculture
La commune est dans les « Wateringues », une petite région agricole dans le département du Pas-de-Calais. En 2020, l'orientation technico-économique de l'agriculture  sur la commune est l'exploitation de grandes cultures (hors céréales et oléo-protéagineux). 
|               | 1988  | 2000  | 2010  | 2020  |
| ------------- | ----- | ----- | ----- | ----- |
| Exploitations | 45    | 36    | 23    | 17    |
| SAU (ha)      | 1 983 | 2 067 | 2 297 | 1 921 |

Le nombre d'exploitations agricoles en activité et ayant leur siège dans la commune est passé de 45 lors du recensement agricole de 1988  à 36 en 2000 puis à 23 en 2010 et enfin à 17 en 2020, soit une baisse de 62 % % en 32 ans. Le même mouvement est observé à l'échelle du département qui a perdu pendant cette période 65 % de ses exploitations (passant de 16 556 à 5 736),. La surface agricole utilisée sur la commune a également diminué, passant de 1 983 ha en 1988 à 1 921 ha en 2020. Parallèlement la surface agricole utilisée moyenne par exploitation a augmenté, passant de 44 à 113 ha,.

#### Activités hors agriculture
486 établissements marchands non agricoles sont économiquement actifs en 2022 à Marck,,.
| Secteur d'activité                                                                                        | Commune | Commune | Département |
| Secteur d'activité                                                                                        | Nombre  | %       | %           |
| --- | ------- | ------- | ----------- |
| Ensemble                                                                                                  | 486     | 100 %   | (100 %)     |
| Industrie manufacturière, industries extractives et autres                                                | 33      | 6,8 %   | (6,8 %)     |
| Construction                                                                                              | 51      | 10,5 %  | (10,6 %)    |
| Commerce de gros et de détail, transports, hébergement et restauration                                    | 143     | 29,4 %  | (29,3 %)    |
| Information et communication                                                                              | 8       | 1,6 %   | (1,9 %)     |
| Activités financières et d'assurance                                                                      | 25      | 5,1 %   | (5,0 %)     |
| Activités immobilières                                                                                    | 29      | 6,0 %   | (4,9 %)     |
| Activités spécialisées, scientifiques et techniques et activités de services administratifs et de soutien | 70      | 14,4 %  | (14,2 %)    |
| Administration publique, enseignement, santé humaine et action sociale                                    | 65      | 13,4 %  | (16,8 %)    |
| Autres activités de services                                                                              | 62      | 12,8 %  | (10,5 %)    |

### Tourisme

#### Hôtellerie, camping et autres hébergements collectifs
Au 1er janvier 2025, la commune dispose d'un camping totalisant 190 emplacements.

## Culture locale et patrimoine

### Lieux et monuments

#### Monuments historiques
La commune compte deux monuments historiques :
- l'église Saint-Martin, inscrite au titre des monuments historiques depuis le 17 janvier 2002. Elle succède à une église du XVe siècle dynamitée lors du retrait des troupes allemandes en septembre 1944. Située impasse Saint-Martin, près de la place de la mairie, elle a été conçue sur un plan en ellipse par l'architecte calaisien Maurice Suaudeau et réalisée sur des crédits du ministère de la reconstruction et du logement. La première pierre de l'église est posée le 30 avril 1961 et l'inauguration a lieu le 12 avril 1964. Les vitraux en dalle de verre sont réalisés par Gabriel Loire et la fresque du chœur par Geneviève Colladant-d'Andréis[108] ;
- le phare de Walde, classé au titre des monuments historiques depuis juillet 2022[109]. Sa lanterne est mise en service en 1859 et le phare n'est plus utilisé depuis le 4 juillet 2001 pour la navigation. Il marque précisément l'endroit séparant la mer du Nord de la Manche[110],[111]. La lanterne du phare, démontée en 1986 lors du déclassement du phare transformé en feu fixe, est inscrite au titre d'objet des monuments historiques depuis le 5 juillet 2023. Elle est exposée dans le hall de la capitainerie du port de Boulogne-sur-Mer[112].

L'église Saint-Martin.
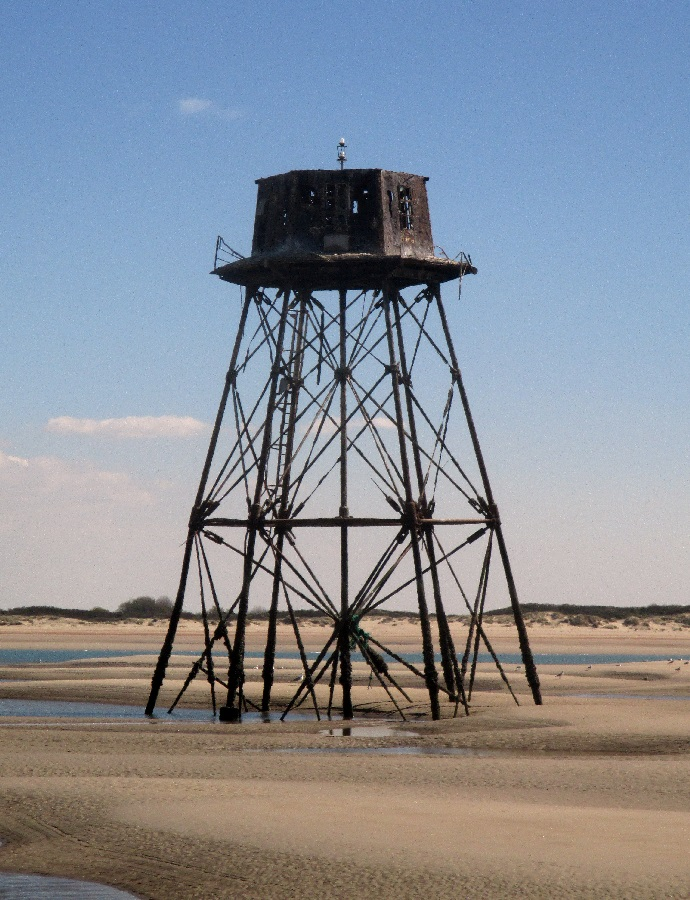
Le phare de Walde.

#### Autres monuments
- Le monument aux morts, surmonté du coq gaulois[113].
- La chapelle Notre-Dame-de-Lourdes, édifiée en 1955-1956 par l'architecte boulonnais Charles Parenty pour l'association diocésaine et financée par celle-ci, l'association paroissiale, ainsi que diverses souscriptions et des dommages de guerre[114].
- La stèle commémorant le bombardement du 28 septembre 1944 à l'angle de la rue Jean-Jaurès et de la rue du 28-Septembre[115].
- La plaque commémorative aux marins hollandais du Pavon. Située sur le mur de l'église. Le Pavon est un bateau hollandais qui est pris sous le feu des bombardiers allemands en mai 1940. Le navire est contraint à l'échouage sur la plage des Hemmes[115].
- Le site de l'ancienne gare.

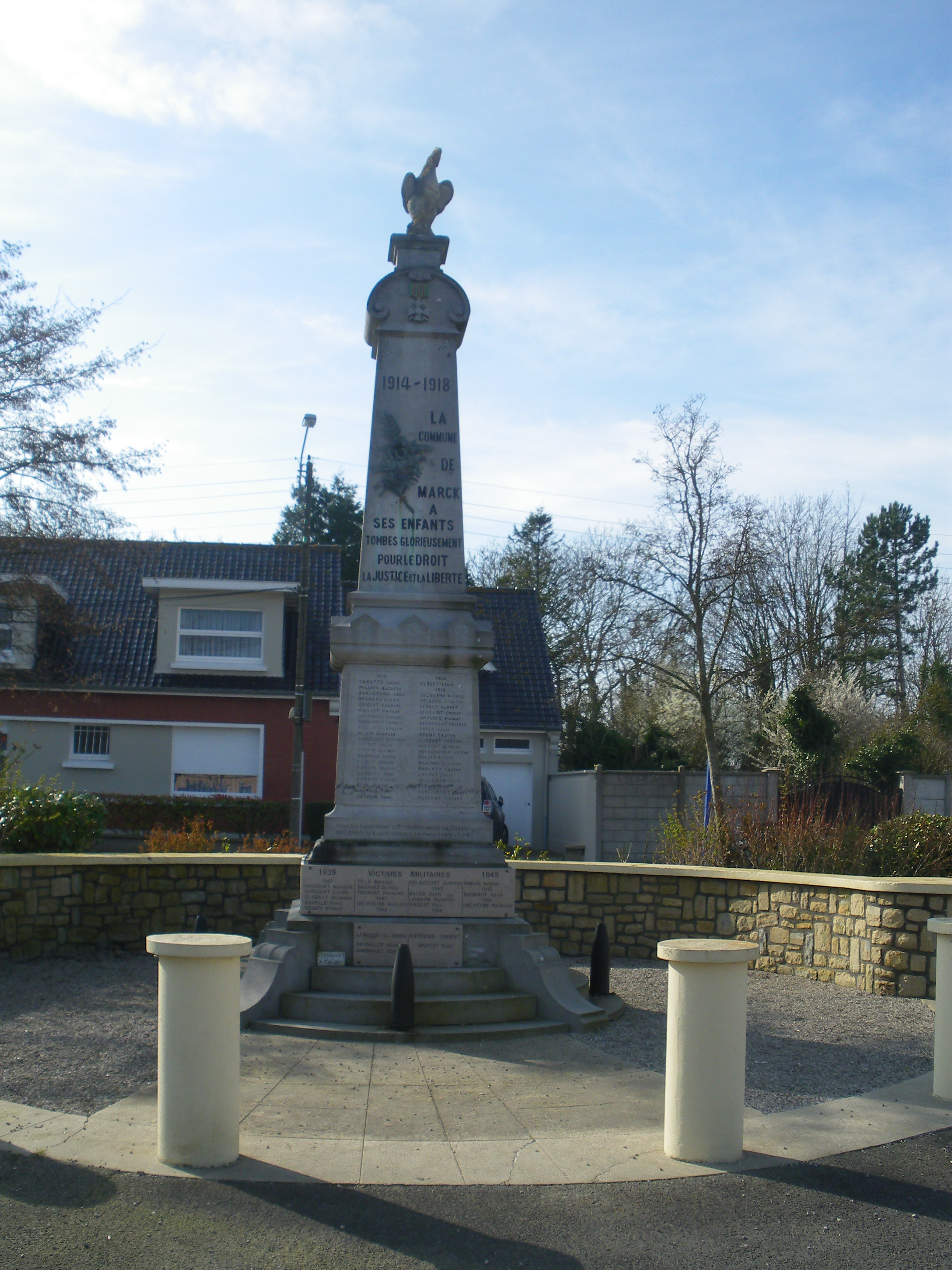
Le monument aux morts.
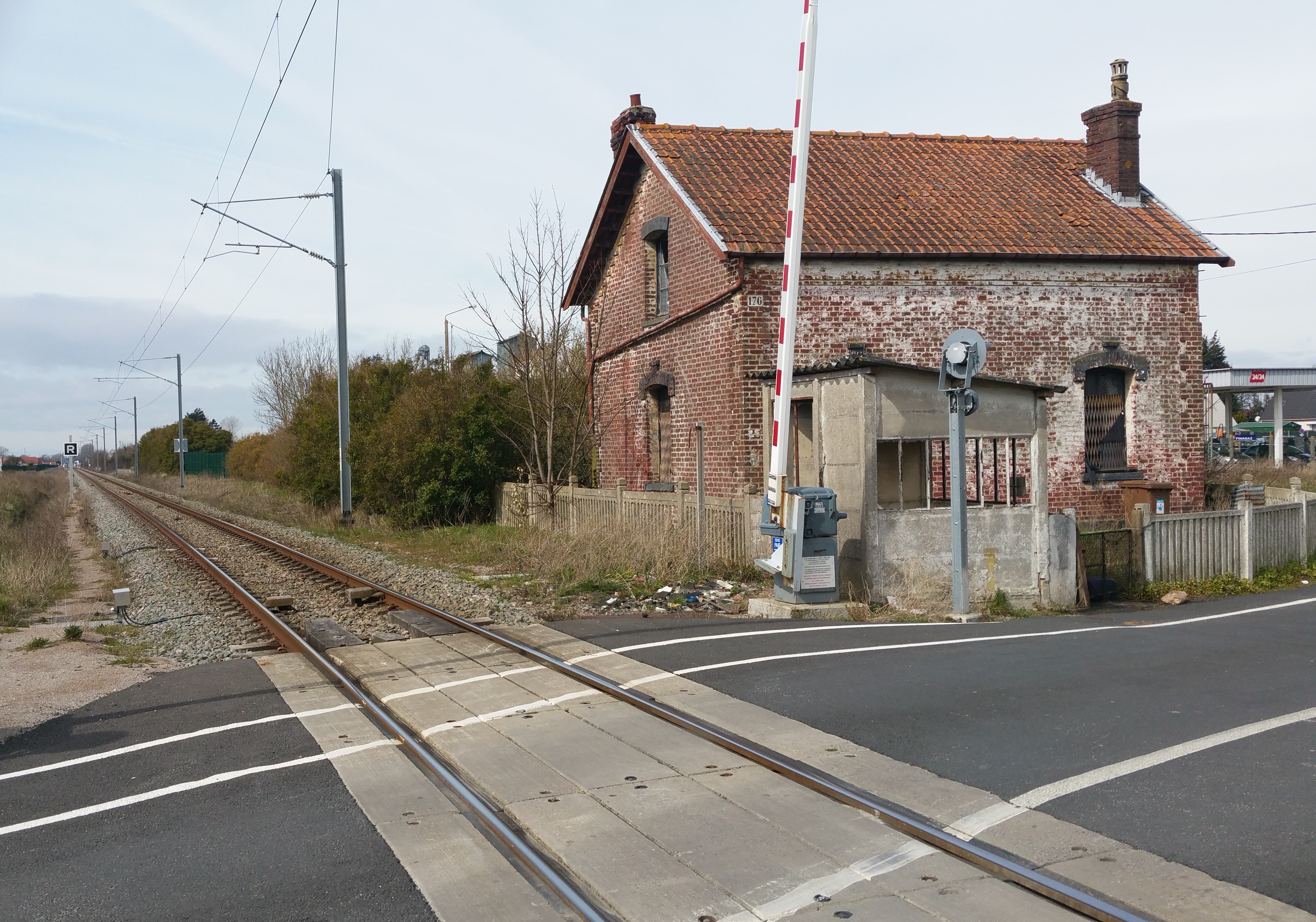
Le site de l'ancienne gare.

### La commune dans les arts
- 2024 : L'Amour ouf, film réalisé par Gilles Lellouche, acteurs principaux François Civil, Adèle Exarchopoulos et Benoît Poelvoorde, scènes tournées à Coquelles, Marck et Offekerque[116],[117].

### Personnalités liées à la commune
- François Ringot (1838-1914), homme politique né à Marck, maire de Saint-Omer, sénateur du Pas-de-Calais de 1892 à 1914.

### Héraldique
| Blason de Marck | Blason  | De gueules au sautoir d'argent accompagné de deux étoiles du même, l'une en chef, l'autre en pointe. |
| Blason de Marck | Détails | Adopté par la municipalité.                                                                          |

## Pour approfondir

#### Bases de données, dictionnaires et encyclopédies
- Ressources relatives à la géographie :   - Insee (communes)
  - Ldh/EHESS/Cassini
- Ressource relative à plusieurs domaines :   - Annuaire du service public français
- Notices d'autorité :   - BnF (données)